# Poesie varie
Poesie varie (català: Poesia variada) és un llibre de poesia escrit en llombard per Gioann Rizzonich. Va ser publicat l'any 1854 a Milà per l'editorial Vallardi. El llibre té un total de 53 poemes.
Mi parli ciar - en regali nanch vun! -
perchè el sarav on robà sull'altar;
e anca per no fa intort en doo a nissun.

(G. Rizzonich, A tutt i mee amis)